# Тополя (балада)

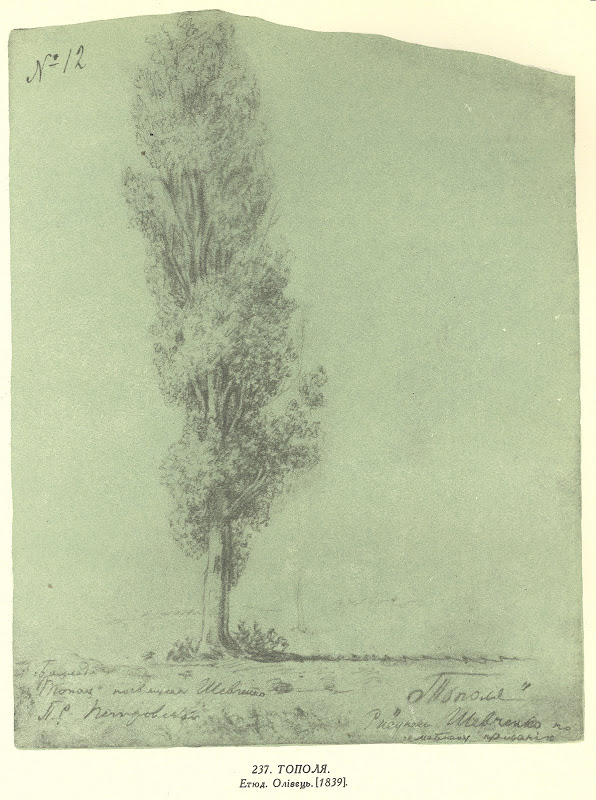
Ілюстрація до балади «Тополя». Тарас Шевченко.

Топо́ля — рання балада Тараса Шевченка, написана орієнтовно 1839 року в С.-Петербурзі.

## Історія написання
Автограф поеми не зберігся. Найраніший відомий текст — першодрук у «Кобзарі» 1840 року. Два фрагменти (вісім рядків), можливо, ранішого тексту, дописано в рукописному «Кобзарі» 1861 року, що належав І. П. Левченкові. Після рядка 28 «Була б не пустила» тут дописано олівцем:
Серце чуло недоленьку,
Бо боліло, мліло,
Та не вміло розказати
Або не хотіло
Наприкінці балади, після рядка 229 «До самого долу», тим же олівцем дописано:
Дивовались довго люди,
Де взялась — не знали,
А кобзарі п[р]о те диво
Пісню заспівали.
Обидва уривки дають науковцям певні підстави атрибутувати їх Шевченкові. З «Кобзаря» 1840 року поему було передруковано в «Чигиринському Кобзарі й Гайдамаках» 1844 року, без присвяти П. С. Петровській, з переробкою рядка 137 та деякими орфографічними змінами. 1858 року — не пізніше 28 квітня 1859 року в рукописі «Поезія Т. Шевченка. Том первий», підготовленому до видання, поет створив нову обробку тексту балади, автограф якої не зберігся. З розшитих між 28 листопада та 5 грудня 1859 року аркушів цього рукопису, поправлених Д. С. Каменецьким, баладу надруковано в «Кобзарі» 1860 року. Правлячи аркуші, Д. С. Каменецький переважно узгодив текст із дозволеним до видання Головним управлінням цензури 25 липня 1859 року друкованим текстом «Чигиринського Кобзаря і Гайдамаків» 1844 року, але подекуди зберіг новостворені варіанти рукопису «Поезія Т. Шевченка. Том первий», які ввійшли до «Кобзаря» (1860). Текст балади в «Кобзарі» (1860) є поєднанням друкованого тексту «Чигиринського Кобзаря і Гайдамаків» та збережених Д. С. Каменецьким окремих варіантів рукопису «Поезія Т. Шевченка. Том первий». Наприкінці 1859-го — на початку 1860 року (до 23 січня — дня виходу в світ «Кобзаря» (1860)) Шевченко піддав текст балади суцільній правці в примірнику «Чигиринського Кобзаря і Гайдамаків». Правка має послідовний і завершений характер. Після виходу в світ «Кобзаря» (1860) Шевченко в своєму примірнику виправив рядки 101 та 105 і зробив кілька орфографічних виправлень. За текстом «Кобзаря» (1860) баладу видано в серії «Сільська бібліотека» 1861 року (цензурний дозвіл — 23 травня 1860 року, дозвіл на випуск у світ — 9 грудня того ж року).
З «Кобзаря» 1840 баладу з присвятою «P. S. Petrowskoj» переписано (польською транслітерацією) до рукописної збірки 1844 р. «Wirszy T. Szewczenka» з ілюстраціями М. С. Башилова та Я. П. де Бальмена; з «Кобзаря» 1860 — до рукописного «Кобзаря» 1861, що належав І. П. Левченкові та до збірки «Сочинения Т. Шевченка» 1862. Рукописний список у збірці поезій Шевченка середини XIX ст. відбиває текст ще ранішого списку з «Кобзаря» 1840, датованого: «1840 года ноября 4 дня». Нез'ясований автор списку помилково подав цю дату створення балади.
У першому посмертному «Кобзарі» (СПб., 1867) та наступних виданнях до 1907 р. балада друкувалась за текстом «Кобзаря» 1860. В. М. Доманицький у «Кобзарі» під власною редакцією (СПб., 1907) ввів у цей текст частину виправлень Шевченка з примірника «Чигиринського Кобзаря і Гайдамаків» 1844 з рукописними виправленнями поета 1859–1860 рр. Вперше за примірником «Чигиринського Кобзаря і Гайдамаків» 1844 з виправленнями Шевченка 1859–1860 рр.. У Повному зібранні творів у шести томах подано за примірником «Кобзаря» 1860 з виправленнями Шевченка, який, одначе, не відбиває ґрунтовної обробки поетом тексту «Тополі» в грудні 1859 — на початку 1860 року в робочому примірнику «Чигиринського Кобзаря і Гайдамаків» 1844 і не становить основного підсумкового тексту балади.
Баладу наскрізь пройнято народнопісенними образами і мотивами й водночас пов'язано з романтичною традицією, передусім у польській і російській літературі. Фольклорні джерела балади досліджували М. Дашкевич, І. Франко, О. Колесса, Ф. Колесса, Т. Комаринець. І. Франко в розвідці «Тополя Т. Шевченка» зазначив, що в цій баладі поет «злучив у одно два осібні мотиви казочні: про те, як дівчина при помочі чарів викликує неприсутнього милого, і про те, як дівчина перемінюється в тополю». Мотив викликання милого чарами Шевченко міг, зокрема, запозичити з народної пісні «При березі, при морі…», відомої йому зі збірки. Мотив перетворення дівчини в тополю генетично йде від поширеної в багатьох варіантах пісні «Оженила мати неволею сина…», в якій зла свекруха обертає нелюбу невістку в тополю. Цю пісню поет згадував у «Перебенді», де кобзар співає «про тополю, лиху долю». Напевно, Шевченкові був відомий народний переказ про дівчину, яка, чекаючи повернення милого, перетворилася на тополю (переказ пов'язаний з обрядом «вести тополю»). Значно відмінну варіацію цього мотиву знаходимо в пізнішій поезії Шевченка «Коло гаю в чистім полі…» (1848). Схожий народнопісенний мотив перетворення людини в квітку поет використав у баладі «Лілея». На звертання Шевченка до світу народної фантазії певною мірою вплинули тогочасна польська і російська романтична поезія, зокрема, балади типу «Uciezka» А. Міцкевича і «Людмила», «Светлана», «Ленора» В. А. Жуковського. Проте Шевченкова балада позбавлена романтичних жахів і містики, властивих баладам останнього. У «Тополі» фантастичний елемент органічно поєднується з реально-побутовим. В основі балади, зрештою, типовий соціальний конфлікт: мати силує дочку вийти заміж за багатого старого (мотив примусового одруження відомий і в народній пісні.

## Сюжет
Молода дівчина закохується в козака, але той поїхав на війну, де й загинув. Дівчина все ще сподівається, що він повернеться, натомість її мати підшукала для неї хорошу партію — старого багатія. Дівчина не хоче цього шлюбі, і мати вирішує віддати її за старого силоміць. Остання надія дівчини — це стара ворожка,  до якої вона звертається за допомогою. Та говорить, що передбачила її прихід, і дає дівчині чаклунське зілля, випивши яке на світанку, ще «до півнів», можна повернути коханого «з чужини», але якщо він не повернеться після другого ковтка, треба випити в третє… Що має трапитись після третього ковтка, стара порадила не питати. Дівчина після недовгих вагань робить все, як їй наказала зробити ворожка, її коханий так і не повернувся, а вона перетворилася на тополю.